# エルナルド・ゴメス
エルナルド・アンドレス・ゴメス・カニャス（Ernardo Andrés Gómez Cañas、1982年7月30日 - ）は、ベネズエラの男子バレーボール選手。ベネズエラ代表。
愛称ハリー（Harry）がついたエルナルド・”ハリー”・ゴメス（Ernardo Harry Gómez）として知られている。

## 来歴
カラカス出身。愛称のハリーは、12歳の時に入ったガストン・ポルティージョ(Gastón Portillo de Caracas)で彼の大きな足を見た仲間が「ビッグフットハリー」とからかったことからついたもの。
若年時代はボリバル（Bolívar）に所属。13歳の時には国際舞台にデビューし、1995年コパ・アメリカでベネズエラ代表デビュー、1998年から代表レギュラーとなり、1999年サウジアラビアで行われたU-19世界選手権では銀メダルを獲得した。1999年から1シーズンブラジルにあるSCウルブラ(現カノアスSC)に加入する。
2000年からギリシャのオリンピアコスSCに加入、ギリシャリーグおよびギリシャカップ制覇に貢献、2001-02 CEV チャンピオンズリーグでは決勝進出に貢献し得点王となった。一方でベネズエラ代表としては2001年ポーランドで行われたU-21世界選手権銅メダルに貢献、2003年パンアメリカン競技大会優勝に貢献した。
2004年からVリーグ・豊田合成トレフェルサに所属、同シーズン得点王を獲得するも1シーズンで退団する。
2005年からギリシャのパナシナイコスVCに所属、リーグ・カップ2冠達成に貢献した。
2007年からトルコのフェネルバフチェSKに所属、1シーズン在籍した。また代表においては2008年北京オリンピックに出場した。
2008年からVプレミアリーグのJTサンダーズに所属。同シーズンおよび2010/11シーズン得点王、2010年黒鷲旗ベスト6。
2012年からトルコのズィラート・バンカス・アンカラに1シーズンのみ所属。
2013年からベネズエラに戻りウラカネス・デ・ボリバルに所属、リーグ優勝に導きMVPおよび得点王を獲得した。
2014年からPAOKテッサロニキに在籍、これでギリシャ3大クラブ全てに所属したことになった

## 球歴・受賞歴
ベネズエラ代表
- オリンピック - 2008年（9位）
- 世界選手権 - 2002年（17位）、2006年（17位）
- ワールドカップ - 2003年（8位）
- ワールドリーグ - 2001年、2002年、2003年、2005年

 Vリーグ
- 2005年 - 第11回Vリーグ 得点王
- 2009年 - 2008/2009Vプレミアリーグ 得点王
- 2010年 - 第59回黒鷲旗全日本男女選抜大会 敢闘賞、ベスト6

## 所属クラブ
- ウルブラ （1999-2000年）
- オリンピアコス・ピレウス （2000-2004年）
- 豊田合成トレフェルサ （2004-2005年）
- パナシナイコス （2005-2007年）
- フェネルバフチェSK （2007-2008年）
- JTサンダーズ （2008-2012年）
- ズィラート・バンカス・アンカラ （2012-2013年）
- ウラカネス・デ・ボリバル（2013-2014年）
- PAOKテッサロニキ（2014-2015年）
- İnegöl Belediyesi（2015-2016年）
- PAOKテッサロニキ（2016-2017年）
- Iraklis Chalkidas（2017-2018年）
- Hapoel Yoav Kfar Saba（2018-2019年）
- Al Ain（2018-2020年）
- Al Wehda（2019-2020年）

## 参考資料
- Vリーグ 公式プロフィール（Internet Archive）
- JTサンダーズ 選手プロフィール（Internet Archive）